# Rusałka pokrzywnik
Rusałka pokrzywnik (Aglais urticae) – gatunek motyla z rodziny rusałkowatych.
WyglądSkrzydła intensywnie zabarwione, czerwonoceglaste. Skrzydła przedniej pary mają liczne żółte i czarne plamy. Tylne, bliżej tułowia mają ciemną jednolitą barwę.  Obrzeża skrzydeł są niebiesko-czarne z białymi plamkami. Długość przedniego skrzydła wynosi około 2,5 cm.

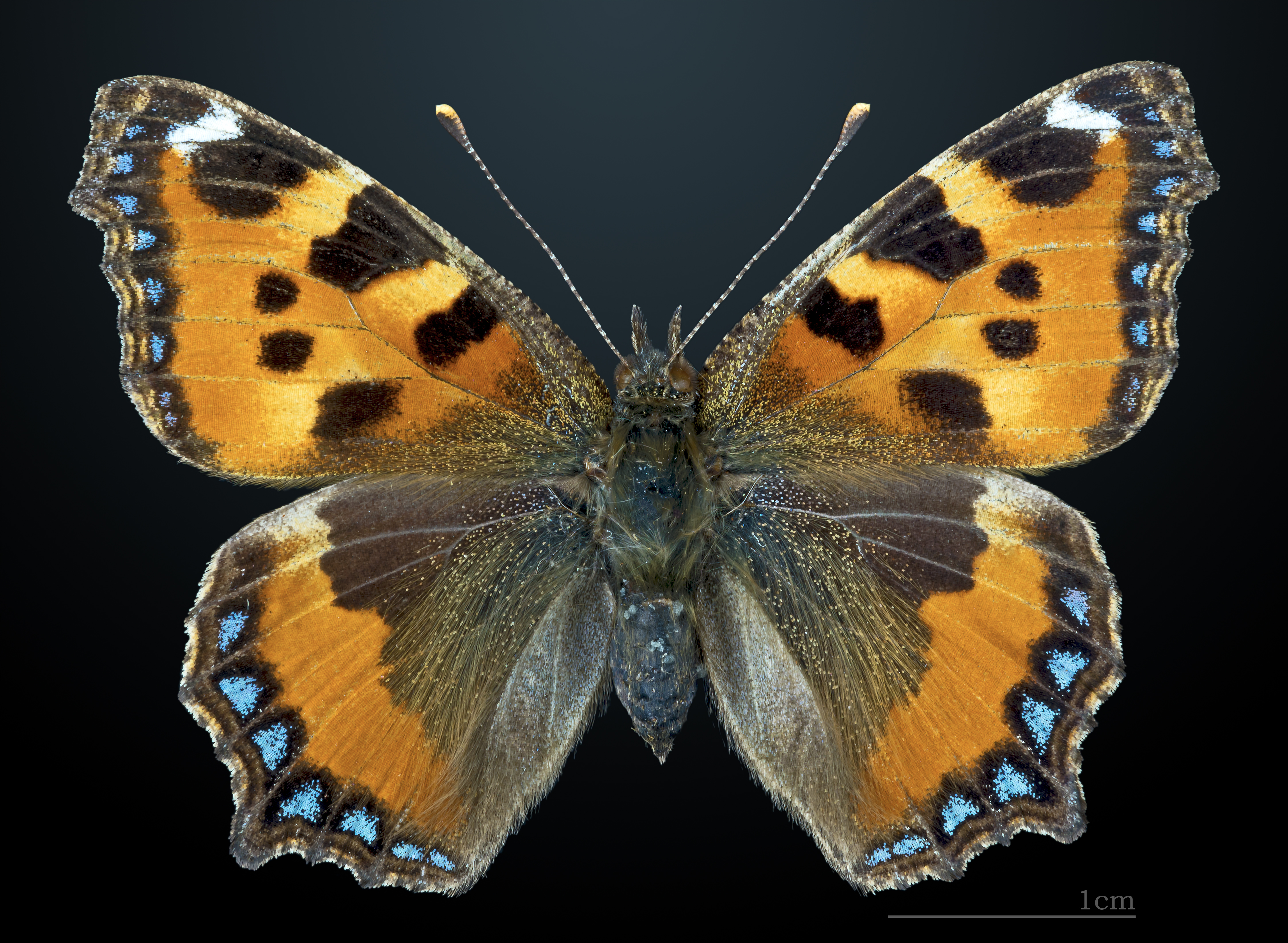
Aglais urticae
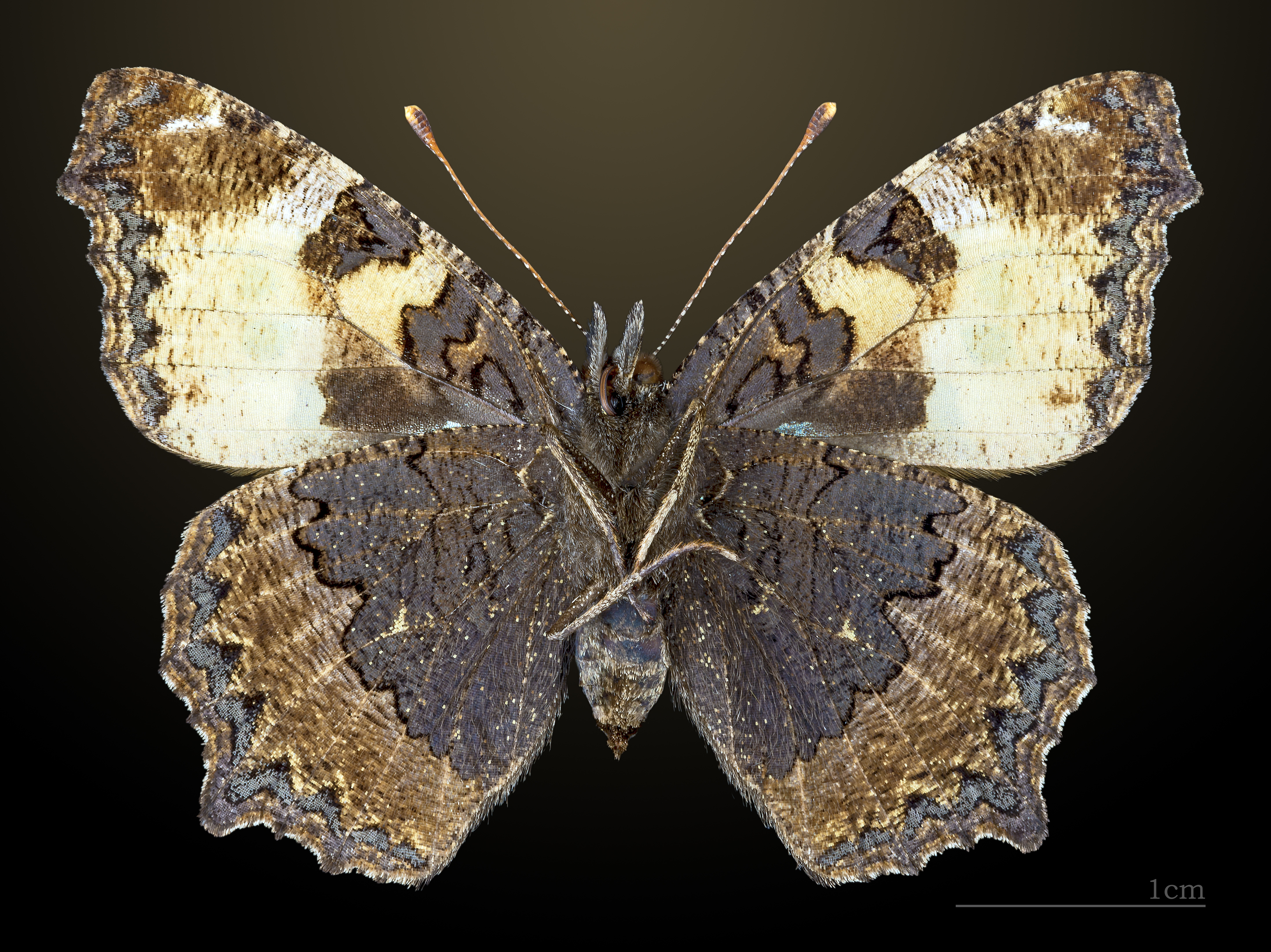
△ Aglais urticae

BiotopJest motylem pospolitym. Można go spotkać na nasłonecznionych leśnych polanach, leśnych drogach, łąkach, w ogrodach oraz terenach ruderalnych.
Postać gąsienicy i larwyGąsienice są smukłe. Na przemian występują żółto-zielone (cieńsze) i czarne pasy wzdłuż boków ciała. Żerują w gromadzie na pokrzywie zwyczajnej.
Postać dorosła - imagoRusałka pokrzywnik zimuje w jaskiniach, na poddaszach w piwnicach. W sprzyjających temperaturach zaczyna być aktywna w marcu. W ciągu roku wydaje od dwóch do trzech pokoleń.
FilatelistykaPoczta Polska wyemitowała 14 października 1967 r. znaczek pocztowy przedstawiający rusałkę pokrzywnika o nominale 40 gr, w serii Motyle. Autorem projektu znaczka był Jerzy Desselberger. Znaczek pozostawał w obiegu do 31 grudnia 1994 r..